# Le origini (Elio e le Storie Tese)
Le origini è un box set del gruppo italiano Elio e le Storie Tese pubblicato nel 1996.

## Contenuti
Contiene i primi due album del gruppo pubblicati dall'etichetta Epic/Sony rispettivamente nel 1989 e nel 1990. È stato prodotto da Sony senza l'autorizzazione del gruppo.

## Tracce

### CD 1
Elio Samaga Hukapan Kariyana Turu
1. Adolescenti a colloquio. Improvvisamente, Tremoto – 1:09
2. John Holmes (Una vita per il cinema) – 3:26
3. Domande bizzarre – 0:39
4. Nubi di ieri sul nostro domani odierno (abitudinario) – 4:13
5. According the Memphis Horns – 0:27
6. Carro – 4:45
7. Una gita a... – 0:10
8. The Fabolous '68s According to Tony Martucci – 0:41
9. Nella vecchia azienda agricola – 1:29
10. Silos – 5:18
11. Cassonetto differenziato per il frutto del peccato – 4:04
12. Introducing the Real Parakramabahu According to Shantha Edirisinghe – 0:25
13. Parakramabahu Rajatuma – 0:48
14. Piattaforma – 3:29
15. Suspense! Il signor Brando meets Marlon Brando – 0:17
16. Introducing the Cara ti amo – 2:33
17. Cara ti amo (risvolti psicologici nei rapporti tra giovani uomini e giovani donne) – 4:22
18. Messaggio satanico – 0:38
19. Cateto – 5:29
20. Spuma da 100 – 0:40
21. John Holmes (Shidzu Version) – 3:38
22. Ang ang ang – 0:21

### CD 2
The Los Sri Lanka Parakramabahu Brothers featuring Elio e le Storie Tese
1. Introducing the Real Pulun Vage Sudu Raula Digay – 1:00
2. Pulun Vage Sudu Raula Digay – 1:08
3. Outroducing the Real Pulun Vage Raula Digay – 0:27
4. Agnello Medley – 2:35
5. Parakramabahu Rajatuma (Live in concertino) – 3:06
6. Natale in casa Wizzent – 5:54
7. Silos (Live in concertino) – 4:21
8. Raccomando – 2:12
9. Giocatore mondiale – 7:05
10. Born to Be Abramo (Saturday Night Strage) – 5:35